# Aron Schmidhuber
Aron Schmidhuber (Ottobrunn, 28 febbraio 1947) è un ex arbitro di calcio tedesco.

## Carriera
Esordì nella Bundesliga nel 1980. Diventato dopo pochissimi anni arbitro internazionale, sarà ricordato per una brillante carriera, abbellita nel 1992 con la conquista del premio destinato dalla IFFHS al miglior arbitro dell'anno, primo arbitro teutonico a riuscirci (dodici anni dopo, sarà la volta di Markus Merk). A livello internazionale, dirige nel 1987 la finale di Supercoppa Europea tra Ajax e Porto. Nel 1988 è impiegato come guardalinee al Campionato europeo di calcio in Germania Ovest (collabora con l'arbitro Dieter Pauly); in seguito arbitra la finale dei Mondiali FIFA Under 20 del 1989 vinti dal Portogallo in Arabia Saudita. Nel 1990 è designato per la finale di ritorno della Coppa UEFA Fiorentina-Juventus e, successivamente, per il Campionato mondiale di calcio in Italia, dove gli toccano Inghilterra-Irlanda e l'ottavo di finale Spagna-Jugoslavia. Nel 1992 fu selezionato per la finale di Coppa dei Campioni tra Barcellona e Sampdoria, disputatasi allo Stadio Wembley di Londra, e fu proprio grazie ad un suo grave errore nei tempi supplementari, in cui decretò un inesistente calcio di punizione al limite dell'area, che il Barcellona poté aggiudicarsi il trofeo, mentre al Campionato europeo di calcio in Svezia arbitrò la partita Svezia-Danimarca. Per ben tre volte (nel 1987, 1991 e nel 1992) è risultato eletto dalla DFB miglior arbitro tedesco. Vanta la direzione in ben quattro semifinali di Coppa delle Coppe (nel 1989, nel 1990, nel 1991 e nel 1993). Dirige la sua ultima gara in carriera nell'aprile del 1994, dopo la quale smette per raggiunti limiti d'età, con un totale di 142 presenze in Bundesliga. Attualmente è osservatore degli arbitri UEFA.